# Roc dels Malls
El Roc dels Malls és una muntanya de 1.615,4 metres d'altitud que es troba en el punt de trobada dels termes municipals de Llavorsí, Vall de Cardós (antic terme de Ribera de Cardós) i Tírvia, a la comarca del Pallars Sobirà.
És a l'extrem sud-occidental del terme de Vall de Cardós, al nord-oriental del de Llavorsí, i en el nord-oest del de Tírvia. És al nord del Pic de l'Orri.